# 아빌리아나
아빌리아나(Avigliana)는 이탈리아 피에몬테주의 토리노 광역시에 있는 도시이자 코무네(지방 자치체)이며, 2023년 1월 1일 기준 인구는 12,129명이다. 토리노 서쪽으로 약 25 킬로미터 (16 mi) 떨어진 수사 계곡에 위치하며, 토리노에서 프랑스 모당으로 가는 고속도로 상에 있다.
이곳은 두 개의 마르호인 라고 그란데(Lago Grande)와 라고 피콜로(Lago Piccolo)로 가장 잘 알려져 있다. 근처에는 거대한 사크라 디 산 미켈레도 있다.

## 역사
574년에 롬바르드족의 왕 클레프가 이곳에 성을 지었다. 일부 자료에 따르면, 소 피핀의 프랑크족과 아이스트울프의 롬바르드족 간의 전투가 750년경 근처에서 일어났다고 한다. 이후 아빌리아나는 노발레사 수도원에 의존했으며, 그 후에는 사보이아 가문의 소유가 되었다.
아빌리아나는 1187년 하인리히 6세 황제에게 함락되었으나, 나중에 사보이아의 토마스 1세가 인수했다. 1536년 이탈리아 전쟁 중에 프랑스 군대에 의해 다시 공격당했다. 프랑스의 공격은 1630년과 1690년에 반복되었고, 1690년의 공격으로 성은 파괴되었다.

## 주요 볼거리

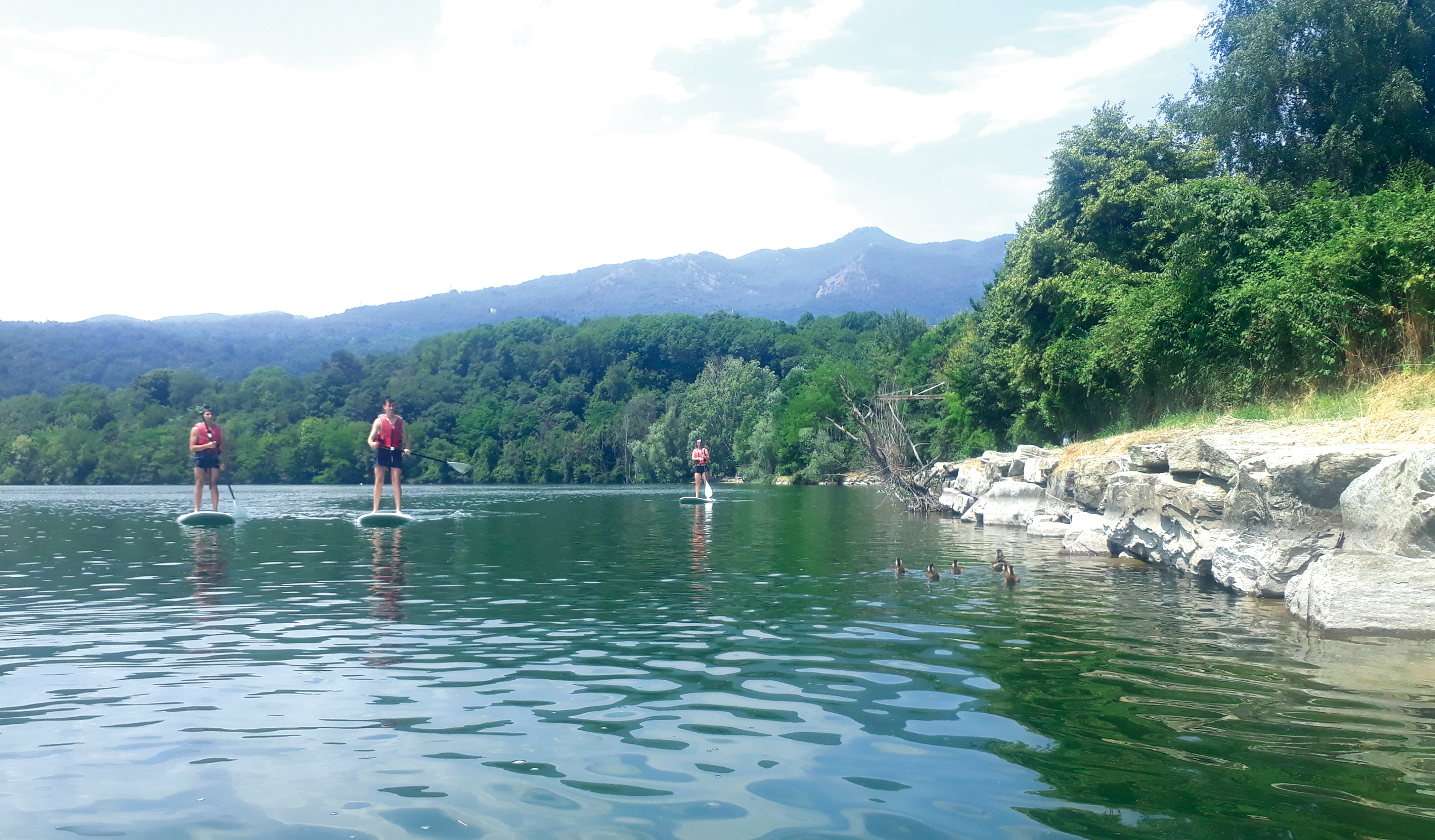
패들보더들과 새끼를 낳은 오리 가족(청둥오리)이 있는 아빌리아나 호수

- 17세기 프랑스에 의해 파괴된 아빌리아나 성의 유적.
- 여러 데펜덴테 페라리 작품이 있는 산 조반니 교회.
- 로마네스크 양식의 산 피에트로 교회.
- 아빌리아나 호수 자연 공원.

## 교통
아빌리아나는 A32 바르도네키아-토리노 고속도로에 두 개의 출구가 있다. 또한 토리노-모당 철도역도 있다.

## 자매 도시
- 트레세르브, 프랑스
- 왈리아, 말리
- 세반, 아르메니아